# Hans-Joachim Bautsch

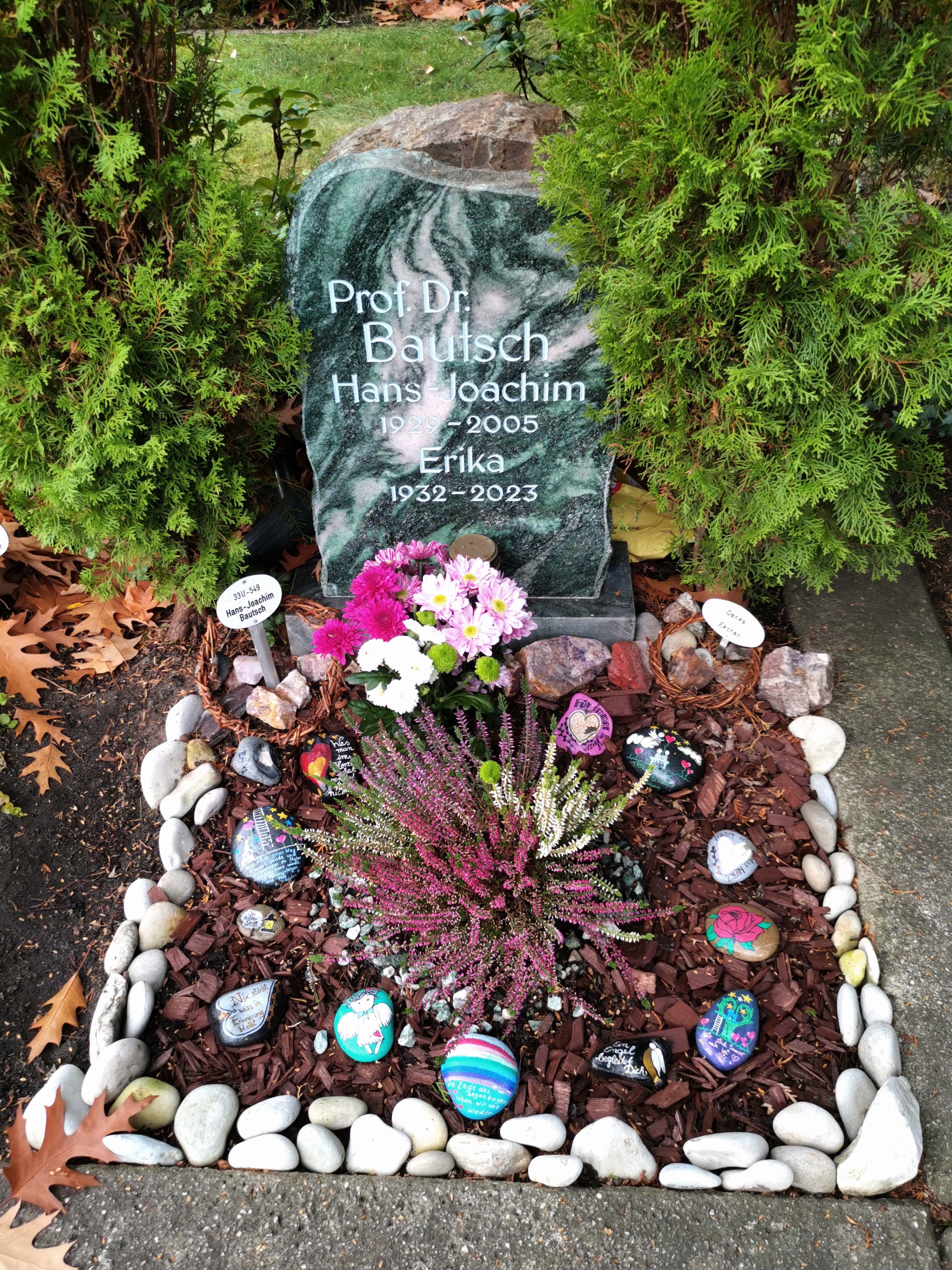
Grab auf dem Friedhof Pankow III, Abt. 33 U-549

Hans-Joachim Bautsch (* 20. September 1929 in Samswegen; † 22. Juni 2005 in Berlin) war ein deutscher Mineraloge.

## Leben
Bautsch besuchte bis 1940 die Grundschule in Samswegen, Landkreis Wolmirstedt. Kurz vor Kriegsende wurde er mit 15 Jahren als Flakhelfer dienstverpflichtet. 1949 legte er an der Oberschule in Haldensleben sein Abitur ab. Anschließend arbeitete er 2 Jahre in einem Stahlwerk. 1951 immatrikulierte er sich für das Fachgebiet Mineralogie an der Humboldt-Universität zu Berlin. Dieses Studium schloss er 1956 als Diplom-Mineraloge ab. Im Jahr 1960 promovierte er über basische feuerfeste Baustoffe in der Stahlindustrie. Zwischen 1956 und 1968 arbeitete er als Assistent und Oberassistent bei Will Kleber am Mineralogischen Institut der Humboldt-Universität zu Berlin. Im Jahr 1966 habilitierte er sich mit einer Arbeit über die Metabasite des sächsischen Erzgebirges und des Granulitgebirges.
Von 1968 bis 1970 arbeitete er als Dozent für Mineralogie und Petrologie an der Ernst-Moritz-Arndt-Universität Greifswald. Im Jahr 1970 wurde er Nachfolger von Will Kleber als Ordentlicher Professor für Kristallographie an der Humboldt-Universität zu Berlin.
Im Zuge tiefgreifender struktureller Veränderungen an der Humboldt-Universität erhielt er im Jahr 1984 den Ruf als ordentlicher Professor für Mineralogie und Petrographie an der Humboldt-Universität. Damit verbunden übernahm er die Funktion des Direktors des Mineralogischen Museums am Museum für Naturkunde der Humboldt-Universität. Beide Aufgaben füllte er bis zu seiner Emeritierung im Jahr 1993 aus. Anschließend setzte er seine vielfältigen Forschungsprojekte als freier Mitarbeiter fort.
Schwerpunkt seiner sehr breit angelegten Forschungsarbeiten war die mineralogisch-kristallographische Diagnostik mit Hilfe des Polarisationsmikroskopes im Durch- und Auflicht. Er beschäftigte sich sehr intensiv mit den Mineralgruppen der Pyroxene und Granate.

## Leistungen
Hans-Joachim Bautsch war ein engagierter Hochschullehrer, der besonderen Wert auf die Ausbildung der diagnostischen und mineralogischen Fähigkeiten seiner Studenten legte. In seiner wissenschaftlichen Forschungstätigkeit erzielte er große Erfolge bei der Untersuchung ultrabasischer Gesteine sowie ihrer Minerale. Er war außerdem an der mineralogischen Analyse von Gesteinen des Erdmondes, die während der Luna-Flüge beprobt wurden, beteiligt.

## Werke
- Einführung in die Kristallographie. 19. Aufl. Oldenbourg Wissenschaftsverlag, München 2010, ISBN 978-3-486-59075-3 (zusammen mit Will Kleber und Joachim Bohm).